# New York City Boy
New York City Boy è una canzone dei Pet Shop Boys, pubblicata come secondo singolo del loro album Nightlife nel luglio 1999. Come il suo predecessore, il brano ottiene più successo negli Stati Uniti che in madrepatria, conquistando la 1ª posizione della classifica dance americana (53ª posizione nella classifica Hot Singles Sales). Nella Official Singles Chart non va oltre la 14ª posizione.
Fra i b-side del disco singolo vi è inclusa Casting a Shadow, brano strumentale scritto dai Pet Shop Boys dietro richiesta della BBC Radio 1, che venne trasmessa alla radio durante l'eclissi solare dell'11 agosto 1999. Nel CD2, la seconda versione del singolo, vi è incluso un video che mostra l'eclissi con sottofondo la canzone citata.

## Il videoclip
Il videoclip di New York City Boy fu girato in parte nel popolare locale Studio 54 di New York. Il videoclip include, in un frammento, la famosa scena dell'entrata del cavallo bianco (che fece scalpore all'epoca).

## Tracce

### UK CD1: Parlophone
1. "New York City boy" (Radio Edit)
2. "The Ghost of Myself"
3. "New York City boy" (The Almighty Definitive Mix)
4. "New York City boy" (video)

### UK CD2: Parlophone
1. "New York City boy" (Album version)
2. "Casting a Shadow"
3. "New York City boy (Superchumbo's Uptown Mix)
4. "Casting a Shadow" (Enhanced Eclipse Video Footage)

### UK formato cassetta audio
1. "New York City boy" (Radio Edit)
2. "The Ghost of Myself"
3. "New York City boy" (The Almighty Definitive Mix)

### US CD single: Parlophone/ Sire Records
1. "New York City boy" (Radio Edit)
2. "New York City boy" (The Superchumbo uptown mix)
3. "New York City boy" (The Superchumbo downtown dub)
4. "New York City boy" (The Almighty definitive mix)
5. "New York City boy" (The Almighty man on a mission mix)
6. "New York City boy" (The Thunderpuss 2000 club mix)
7. "New York City boy" (The Thunderdub)
8. "New York City boy" (The Morales club mix)
9. "New York City boy" (The Lange mix)

### UK remix in doppio disco vinile: Parlophone
1. "New York City boy" (The Morales club mix)
2. "New York City boy" (The Almighty man on a mission mix)
3. "New York City boy" (The Lange mix)
4. "New York City boy" (The Thunderpuss 2000 club mix)
5. "New York City boy" (The Superchumbo donwtown dub)

### UK remix in quattro dischi in vinile: Parlophone
1. "New York City boy" (Almighty definitive mix)
2. "New York City boy" (Almighty man on a mission mix)
3. "New York City boy" (Superchumbo's uptown mix)
4. "New York City boy" (Superchumbo's downtown dub)
5. "New York City boy" (The Morales club mix)
6. "New York City boy" (Thunderpuss 2000 club mix)
7. "New York City boy" (The Lange mix)

## Posizioni in classifica
| Nazione                          | Posizione |
| -------------------------------- | --------- |
| Austria                          | 40        |
| Belgio                           | 20        |
| Danimarca                        | 6         |
| Finlandia                        | 4         |
| Italia                           | 20        |
| Francia                          | 47        |
| Germania                         | 16        |
| Paesi Bassi                      | 20        |
| Svizzera                         | 20        |
| Svezia                           | 9         |
| Regno Unito                      | 14        |
| Stati Uniti Hot Dance Club Play  | 1         |
| U.S. Billboard Hot Singles Sales | 53        |
| U.S. Billboard Hot Dance Sales   | 4         |